# Torey Pudwill
Torey Pudwill, né le 2 mai 1990 à West Hills (États-Unis) de parents américains, est un skateboarder professionnel sponsorisé actuellement par thank you skateboarding, Bones Bearings, Venture Trucks, CCS skateshop, Skatelab, Select Wheels, Primitive, Red Bull Energy Drink, Grizzly Griptape mais aussi par diamond footwear depuis son départ de dvs. Il vit aujourd'hui à Simi Valley, aux États-Unis.

## Biographie
Depuis qu'il a été connu comme un jeune "ripper" au vieux park Shorty, Torey a grandi en tant que skateur avec un pop massif et des compétences folles, toujours en skatant dans le respect et la notoriété.
Sa première vraie video-part notable est la DVS's Skate More. Ses follow-parts dans les vidéos DVS's Dudes Dudes Dudes et Paul Rodriguez's Proof ont positionné Torey dans le haut-rang du street skating.
La position de Torey dans le haut-rang du street skating game a été récemment cimenté avec la closing-part dans Transworld's Hallelujah. Au-delà de l'élévation au peloton de tête des street-skaters professionnels, il a également démontré une capacité à être un sérieux prétendant pendant les contests.
Comme Chris Cole et Paul Rodriguez, Torey va probablement lancer des video-quality tricks dans chacun des arrêts de la Street League. Il va bientôt rentrer de cette Street League avec un dernier arrêt dans le New Jersey.

## Apparitions vidéographiques
- 2005: Shorty's Skateboards-How to go Pro[2]
- 2005: DVS Shoes-Skate More[3]
- 2006: Jereme Rodgers-Neighborhood[4]
- 2007: DVS Shoes-City of Dogs
- 2007: Matix Clothing-Ams Going Green Tour[5]
- 2008: DVS Shoes-Dudes Dudes Dudes
- 2009: Paul Rodriguez-Proof
- 2011: Plan B Skateboards-Big Bang !